# Wohn- und Wirtschaftsgebäude Diekweg 1
Das Wohn- und Wirtschaftsgebäude Diekweg 1 in der niedersächsischen Stadt Rotenburg (Wümme), Ortsteil Mulmshorn, wurde in der ersten Hälfte des 19. Jahrhunderts gebaut. Aktuell (2025) wird es zum Wohnen und gewerblich genutzt.
Das Gebäude steht unter Denkmalschutz (siehe auch Liste der Baudenkmale in Rotenburg (Wümme)).

## Geschichte und Beschreibung
Rotenburg entstand um 1195. Es gehört zum heutigen Landkreis Rotenburg (Wümme). Mulmshorn liegt 10 km nordwestlich vom Kernort Rotenburg.
Das eingeschossige giebelständige Wohn- und Wirtschaftsgebäude als Zweiständer-Hallenhaus, in Fachwerk mit Steinausfachungen, Krüppelwalmdach und der Grooten Door mit Korbbogen, wurde 1825 (Inschrift) gebaut. Der Hof steht an einem längeren Stichweg.
Das Landesdenkmalamt befand u. a.: „… ein regionstypisches Hallenhaus der ersten Hälfte des 19. Jahrhunderts ….“